# Lac Yulton
Le lac Yulton est un lac de barrage volcanique situé à 4 km à l'est du cerro Cay et à 15 km à l'est du cerro Macá, dans la XIe région Aisén del General Carlos Ibáñez del Campo, au Chili. Le lac Yulton a une superficie de 60 km2.